# Kadłubownia
Kadłubownia, spawalnia, hala prefabrykacji – dział w stoczni, w postaci dużej hali, w której budowane są większe elementy lub nawet całe sekcje kadłubów jednostek pływających, z których już poza kadłubownią, na pochylni lub w suchym doku formowany jest kadłub jednostki pływającej. W kadłubowni formowane są zarówno elementy płaskie (np. wregi) jak i przestrzenne.
Z kadłubownią ściśle współpracuje inny dział stoczni – trasernia, gdzie są wykonywane w skali 1:1 szablony (a także przyrządy sprawdzające poprawność kształtu) dla bardziej skomplikowanych elementów produkowanych w kadłubowni.